# Centre Igor Grabar de restauration scientifique et artistique de Russie
Le Centre Igor Grabar de restauration scientifique et artistique de Russie (en langue russe : Всероссийский художественный научно-реставрационный центр имени академика И. Э. Грабаря) est un organisme fédéral de restauration, situé à Moscou en Russie et créé en 1918.

## Histoire
Cet organisme est le plus ancien de Russie dans sa spécialité. Il a été créé le 10 juin 1918 à l'initiative du peintre et chercheur Igor Grabar, qui en devint son premier président. Grâce aux efforts de ce dernier, il a été composé d'éminents scientifiques, d'historiens, de restaurateurs d'art, de praticien expérimentés de cette époque. Constituée au départ d'un Commission pour la préservation et la diffusion de la peinture russe, elle est devenue en 1924 un atelier de restauration.
En 1934, à l'époque de Staline, le Centre est dissous. Certains de ses dirigeants ont été soumis à la répression politique sur base de fausses accusations de promotion de la religion sous prétexte de préservation de la culture. Igor Grabar échappe, grâce à sa notoriété, à ces mesures politiques. Après la Seconde Guerre mondiale, les restaurateurs revenaient avec les honneurs de la guerre qui les éloignaient heureusement des mesures précédentes de disgrâce. La fin de l'occupation d'une partie de l'URSS permet alors de mesurer l'ampleur des dégâts, non seulement sur le plan économique, mais aussi sur celui de la culture, du fait de la destruction du patrimoine historique et artistique. Le premier septembre 1944, le Soviet des commissaires du peuple publie une ordonnance № 17765-р par laquelle le président du Soviet Viatcheslav Molotov autorise le Comité compétent pour les arts au sein du Commissariat du Peuple à l'éducation, d'organiser un atelier d'art et de restauration. C'est Igor Grabar qui en devient naturellement le directeur et recrée l'ancien atelier d'avant-guerre avec les restaurateurs qui sont revenus vivants du front. Grâce à Grabar, le Centre poursuit l'œuvre des ateliers qui s'étaient constitués depuis la fondation de l'institution. 
Depuis près d'un siècle le Centre Grabar est devenu depuis un centre historique grâce aux travaux poursuivis par ses collaborateurs pour la culture mondiale et nationale. Des milliers d'œuvres d'art plastique, de monuments, d'œuvres décoratives et picturales ont pu être restaurées et conservées. Parmi celles-ci : les fresques de Novgorod, les églises de Vladimir, le Kremlin de Moscou, des icônes pré-mongoles comme Notre-Dame de Vladimir, des icônes russes postmongoles comme l'Icône de la Trinité d'Andreï Roublev ou encore des tableaux de la Gemäldegalerie Alte Meister (à Dresde dans l'ancienne République démocratique allemande (de 1949 à 1990)), de la Galerie Tretiakov, du Musée des beaux-arts Pouchkine, la « Bataille de la Moskova » de Franz Roubaud, des manuscrits moyenâgeux et des céramiques anciennes.
De 1986 à 2010, le Centre a été dirigé par l'historien d'art et artiste Alekseï Petrovitch Vladimirov. Durant une période politique difficile pour les institutions culturelles, le Centre a réussi à maintenir les meilleurs traditions de restauration d'icône instaurées par Igor Grabar et ses collaborateurs.
Le Centre Grabar est spécialisé dans la conservation, la restauration , l'expertise de monuments, de tableaux de peinture à l'huile, de dessins, de parchemins, de livres (parmi lesquels les incunables), les œuvres d'art en bois, en pierre, en plâtre, les sculptures laquées, les objets décoratifs (en métal, en os, en tissus, en céramique).

## Le Centre Grabar aujourd'hui

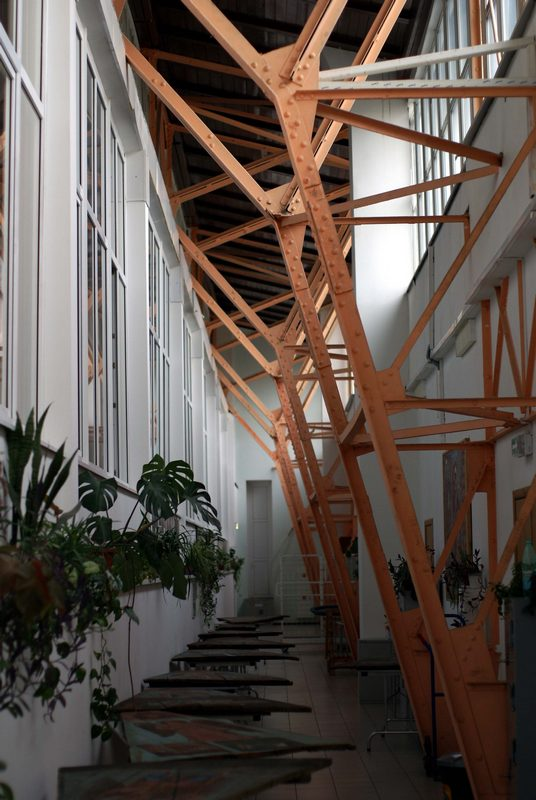
Derrière ces murs du rez-de-chaussée se trouvent des icônes du XVIIIe siècle qui étaient à Moscou pour restauration lors de l'incendie

Actuellement le Centre Grabar est l'une des rares institutions spécialisée en restauration d'œuvres d'art qui possède un système éprouvé par le temps de formation du personnel qu'elle engage. Dès 1947, le Centre a établi un « Règlement des restaurateurs d'art », qui impose à chacun de ses restaurateurs une amélioration permanente de ses connaissances au niveau : а) de l'histoire et la théorie de l'art; b) de la méthodologie des procédés de restauration; c) du niveau global (exécution de travaux dans la spécialité choisie — le dessin, la peinture, la sculpture , la copie etc.)
Le Centre Grabar travaille en étroite collaboration avec la communauté nationale et internationale des musées. Ses spécialistes prennent une part active dans les travaux de la section russe de l'UNESCO depuis sa création. On trouve plus de 200 musées partenaires du Centre ainsi que des ateliers de restauration et des centres de recherche russes et étrangers. 
Des échanges sont organisés pour organiser des stages, des conférences, des expositions entre les chercheurs et étudiants du Centre et leurs confrères de l'étranger. 

## Formation du personnel du Centre Grabar
Le Centre participe activement à la formation du personnel à la restauration, au sein d'ateliers spécialisés sous la houlette du Ministère de la Culture de Russie. 
Après la Seconde Guerre mondiale, le Centre n'a pas immédiatement pris en charge ces formations. Il fallait parer au plus pressé et restaurer les dégâts de guerre. Il s'agissait de services d'urgence pour éviter des pertes totales. 
C'est en 1955, que le Centre a commencé à organiser des cours de formation en deux ans, non seulement pratiques mais aussi de culture artistique générale. Des milliers d'objets d'art ont ainsi pu être sauvé par ce personnel dans des nombreux musées de l'URSS.
Actuellement la formation du personnel de restauration artistique se pratique comme suit : des écoles d'art à l'intérieur du pays forment au premier niveau. C'est seulement après cette formation dans des facultés et écoles d'art que les étudiants reçoivent une formation de maître praticien expérimenté au Centre Grabar. 
La tradition veut que les anciens étudiants devenus spécialistes enseignent aux nouveaux étudiants pour leur donner le niveau professionnel le plus élevé.  
Le Centre participe encore au recyclage des restaurateurs travaillant dans les musées à l'intérieur du pays, pour les mettre au courant des méthodes les plus récentes en matière de restauration.

## Incendie en 2010

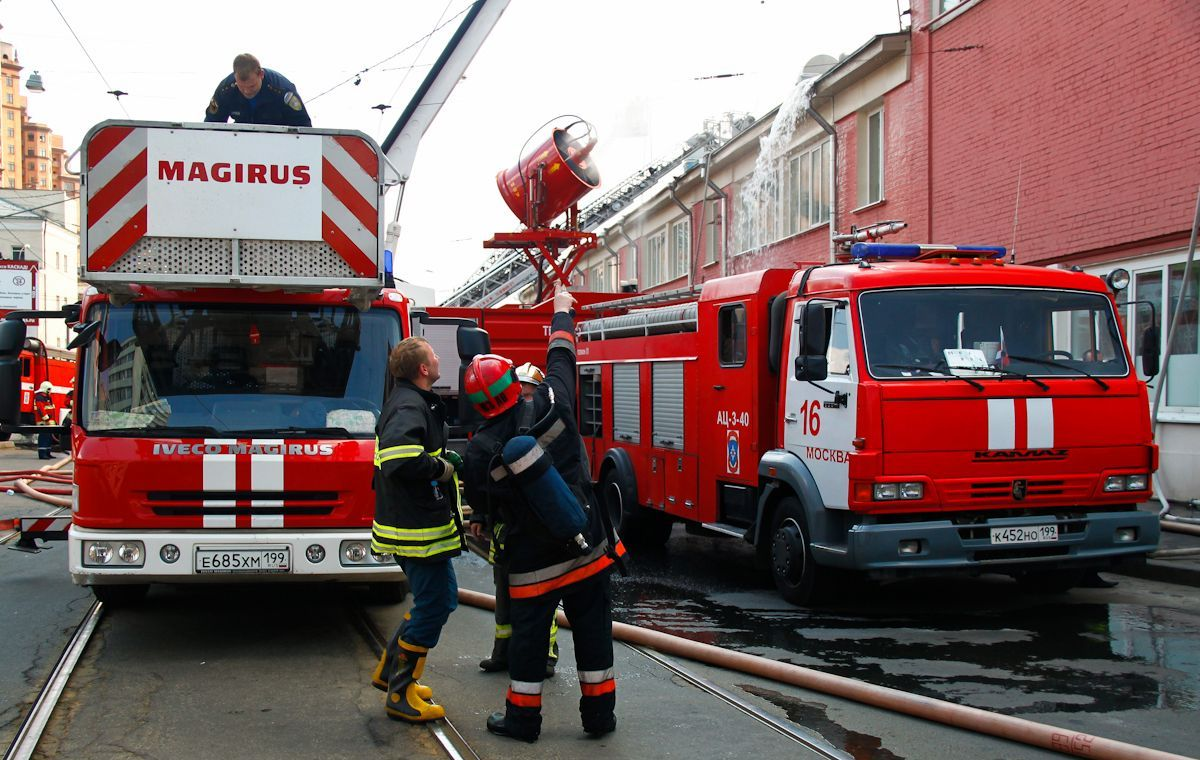
Incendie du 15 juillet 2010

Le 15 juillet 2010, se produit un incendie dans le bâtiment du Centre Grabar. Il débute par les toits. C'est un sinistre de troisième catégorie sur l'échelle de dangerosité. L'extinction du feu a nécessité l'intervention de 65 véhicules de pompiers et de trois hélicoptères. Deux victimes ont été dénombrées parmi les pompiers qui sont morts probablement du fait d'un appel d'air à la suite de l'effondrement du toit, alors qu'ils tentaient d'évacuer des personnes vers l'extérieur,, Le deuxième étage a presque été détruit complètement, de même que le toit ainsi que plusieurs pièces du premier étage. Les pièces du premier et second étage ont été remplies de neige carbonique et d'eau.
Le magasin situé au rez-de chaussée où se trouvaient la plupart des pièces de collection a été épargné
Les archives ont été endommagées par le feu ainsi que plusieurs tableaux. Un tapis turkmène et un drapeau de l'époque de Pierre Ier le Grand n'ont pas pu être sauvés. La restauration des bâtiments a nécessité de nombreux et coûteux travaux.  
Alekseï Vladimirov, le directeur du Centre a critiqué l'extinction de l'incendie au moyen de pompes à eau. Il affirme qu'il existe des exemples d'utilisation d'autres produits quand il s'agit d'emplacements de musées et d'œuvres d'art, comme cela a été fait pour le bâtiment de l' Albertine de la bibliothèque de l'Université de Leipzig (Universitätsbibliothek Leipzig). Or la ville de Moscou possède un véhicule équipé de tels produits.
Au début 2011, les restaurateurs de la section peinture ont reçu le prix 2010 « Vladimir Vyssotski » pour la restauration d'anciens manuscrits après l'incendie (dont un évangile du XIIIe siècle) 